# Роупдарт
Роупдарт (англ. Rope dart) — старовинна зброя, що використовувалась у багатьох країнах.
Відомою стала у Китаї, де зветься шен-бяо (спрощ.: 绳镖; кит. трад.: 繩鏢; піньїнь: shéng biāo), використовувалась також в Японії (відома як Jōhyō).

## Будова
Роупдарт складається з мотузки довжиною 3-4 м з металевим наконечником на одному кінці, та петлею на іншому, щоб було зручно його тримати.
Існує подібна зброя — гасило, яка відрізняється тим, що на кінці мотузки прикріплений тягар, зазвичай сферичної форми.

## Використання
Використовувалось в давнину як зброя. Техніка роупдарта складна і різноманітна, але можна виділити основні елементи:
- викиди з плеча, руки, ноги в супротивника
- удари по круговій траєкторії
- заплутування супротивника

## Сучасне використання
Роупдарт також використовують як інструмент для фаєршоу.
Мотузка розкручується у руці, та з її допомогою виконують різноманітні елементи, зазвичай такі самі як і в бойовому мистецтві, але без супротивника, зберігаючи техніку безпеки.
На кінці мотузку кріпиться ланцюг довжиною приблизно 50 см, на ланцюгу кріпиться снаряд з азбесту, кевлару або керамічного шнура. Снаряд просочують керосином та підпалюють. Елементи вогняного роупдарта подібні до елементів бойового. Тривалість горіння зазвичай — до 7 хвилин.
Для того, щоб визначити потрібну довжину роупдарта при його виготовленні, треба відставити ліву руку з мотузкою вбік, а праву з мотузкою підняти вгору. Мотузка має ледве діставати підлоги.